# J.フロント リテイリング
J.フロント リテイリング株式会社（ジェイフロントリテイリング、英: J. FRONT RETAILING Co., Ltd.）は、東京都中央区日本橋に本社を置く、大丸松坂屋百貨店（大丸・松坂屋）やファッションビルを運営するパルコなどを傘下に持つ持株会社である。略称はJFR。日経平均株価の構成銘柄の一つ。

## 概要
百貨店業界は人口減少や流通業界の変革のあおりを受け売り上げの減少に苦しみ、経営の効率化が求められている。そうした中でともに老舗として知名度があった大丸と松坂屋もこの波から逃れることができなくなり、生き残りをかけた模索を続けてきた。両社はともに老舗であること、大丸は近畿、松坂屋は東海を地盤とすることから地域競合が少ないことなど、経営統合した場合メリットがデメリットを上回ると判断。2007年3月に統合で合意し、同年9月3日に設立された。
経営統合時点の同グループのキャッチコピーは、「翔びたい想い（大丸のイメージキャラクターの孔雀）と、咲きたいこころ（松坂屋のイメージフラワーのカトレア）をひとつに。」であった。
大丸が大阪を、松坂屋が名古屋をそれぞれ本拠地としているため、どこに持株会社の本拠を置くか、また統合後の百貨店運営形態をどうするかに注目が集まったが、持株会社は知名度などを考慮し、登記上の本店は松坂屋の銀座店に置く代わりに（後に同社の本社事務所は、大丸東京店近くの八重洲に設けられた）、経営の主導権は大丸側が握ること、また仕入れ・物流など共通化できる部分は共通化していくが、販売部門では従来通りとし、それぞれの独自性を維持することで落ち着いた。2010年3月1日には傘下の大丸と松坂屋が合併し、新しい百貨店事業会社「株式会社大丸松坂屋百貨店」が誕生した。2012年には若者向けファッションビルを全国で展開するパルコ（旧セゾングループ）の株式の多くを取得して筆頭株主となったのち、2020年に同社を完全子会社化した。
松坂屋銀座店の跡地に開業した複合商業施設のGINZA SIXや、専門店の比率を高めた大丸梅田店、松坂屋上野店南館（上野フロンティアタワー）・大丸心斎橋店北館などで傘下のパルコと百貨店を組み合わせた店舗構成 や、パルコのファッションビルとしてのノウハウを生かして大丸心斎橋店本館においてテナントの割合を高めた店舗構成にリニューアルするなど、積極的に店舗改革を行なっている。このように「脱百貨店」を掲げて不動産事業の割合を高めており、従来の小売業としての百貨店のあり方とは異なる方法を模索している。

## 沿革
- 2007年
  - 3月14日 - 奥田務社長が大丸と松坂屋ホールディングスが経営統合に関して基本合意
  - 9月3日 - 設立
  - 11月1日 - 松坂屋ホールディングスを吸収合併。
- 2010年3月1日 - 傘下の株式会社大丸と株式会社松坂屋とが合併し、株式会社大丸松坂屋百貨店となる。
- 2011年3月 - 一般財団法人J.フロントリテイリング史料館（JFR史料館）を設立[11]。
- 2012年
  - 2月24日 - 森トラストが保有するパルコの全株式（発行済株式の33.22%）を取得し、同社を持分法適用会社とする方針を発表[12]。
  - 8月27日 - 公開買付によりパルコの株式保有割合を64.97%とし、同社を連結子会社化。
- 2018年1月15日 - ヤンマー東京ビル建て替えのため、本社を日本橋一丁目三井ビルディングに移転。
- 2022年10月27日 - eスポーツ事業を行うXENOZの株式50.8%を取得し、eスポーツに参入[13]。

## 歴代社長
- 奥田務：2007年 - 2013年
- 山本良一：2013年 - 2020年
- 好本達也：2020年 - 2024年2月
- 小野圭一：2024年3月- 　[14]

## 店舗網

### 百貨店業態
Dは大丸、Mは松坂屋。○○Dは当該店舗で独立した運営法人（鳥取大丸を除けば、いずれも大丸松坂屋百貨店の連結子会社）の店舗である。
大丸福岡天神店については、運営会社は博多大丸であるが、店舗名称は大丸福岡天神店 である。
- 北海道 -D札幌店
- 関東 - D東京店、M上野店
- 中部 - M静岡店、M名古屋店
- 近畿 - D京都店、D心斎橋店、D梅田店、M高槻店、D神戸店、D須磨店、D芦屋店
- 中国四国 - D下関店、高知D
- 九州 - D福岡天神店

### ファッションビル業態
PはPARCO（パルコ、「PARCO_ya」「PARCO CITY」含む）で連結子会社のパルコが運営。ZはZERO GATE（ゼロゲート）でJ.フロント都市開発が運営。2種類の業態で運営されている。
- 北海道 - 札幌P、札幌Z
- 東北 - 仙台P
- 関東 - 浦和P、新所沢P、池袋P、渋谷P、渋谷Z、原宿Z、錦糸町P、P上野、吉祥寺P、調布P、ひばりヶ丘P、川崎Z
- 中部 - 松本P、静岡P、名古屋P、名古屋Z
- 近畿 - 京都Z、心斎橋P、心斎橋Z、三宮Z
- 中国四国 - 広島P、広島Z
- 九州 - 福岡P、熊本P、浦添西海岸P

## グループ企業
※の企業は大丸松坂屋百貨店の連結会社。
百貨店
- 株式会社大丸松坂屋百貨店（東京都江東区） - 大丸の主要店舗と松坂屋の全店舗を運営。
  - 株式会社博多大丸※（福岡市中央区)
  - 株式会社高知大丸※（高知市）

ファッションビル
- 株式会社パルコ（東京都渋谷区） - 連結子会社。

割賦・信用事業
- 株式会社大丸松坂屋友の会※（大阪市中央区） - （株）大丸友の会と、（株）マツザカヤ友の会が合併。
- JFRカード株式会社（大阪府高槻市）

不動産事業
- 株式会社エンゼルパーク※（名古屋市中区） - 駐車場の運営。

その他関連企業
- 大丸興業株式会社（大阪市中央区） - 商社。卸売事業。
- 大丸興業国際貿易（上海）有限公司  (中華人民共和国上海)
- 大丸興業（タイランド）株式会社  (タイバンコク)
- 台湾大丸興業股份有限公司 (中華民国台北)
- 株式会社J.フロント建装（大阪市中央区）
- 株式会社JFRサービス（東京都江東区） - 旧商号：松坂サービス株式会社。（株）大丸リース＆サービス、（株）JFRオフィスサポート、（株）JFRコンサルティングを吸収。
- 株式会社JFR情報センター（大阪市天王寺区）
- 株式会社消費科学研究所（大阪市西区）
- 株式会社ディンプル（大阪市中央区）- 人材派遣等
- 株式会社大丸松坂屋セールスアソシエイツ※（東京都江東区）大丸・松坂屋での販売・店舗運営業務を行う。ディンプルから分割して新設された。
- 学校法人大丸クリエーターズアカデミーディーズファッション専門学校（京都市下京区）
- 株式会社XENOZ（川崎市川崎区）

持分法適用会社
- 株式会社心斎橋共同センタービルディング[17]　- 不動産賃貸業
- 銀座六丁目開発特定目的会社（東京都中央区）
- 株式会社HMKロジサービス（大阪市中央区） - 貨物運送業
- 若宮大通駐車場株式会社（名古屋市中区） - 駐車場業
- 八重洲地下街株式会社（東京都中央区） - ヤンマーと共同出資。旧大丸系
- 株式会社アパレルウェブ（東京都中央区） - パルコ事業
- 株式会社サンエーパルコ（沖縄県宜野湾市）

### かつてのグループ企業
- 株式会社ピーコックストア（東京都江東区） - 2013年、イオンに全株式を売却、グループ離脱した際に社名を「イオンマーケット」に改めた。
- 栄印刷株式会社（名古屋市港区） - 2009年、ITPに株式の90%を売却、グループから外れたが取引は行っている。
- 有限会社常磐商会（名古屋市中区） - 旧松坂屋系企業。2009年、保険代理業を大丸興業株式会社に譲渡し解散。
- 株式会社セントラルパークビル※（岡崎市） - 駐車場の運営など。2011年に営業を終了、2012年に解散。
- 株式会社白青舎（東京都中央区） - ビル管理関連。東証上場企業であり、25.36%を出資していた持分法適用会社であったが2015年12月にイオンディライトのTOBに応じるかたちで全株式を売却。現在は同社の完全子会社。
- 株式会社大丸コム開発（大阪市中央区） - 2016年に株式会社大丸松坂屋百貨店へ吸収合併。
- 株式会社JFRオンライン（神戸市東灘区） - （株）大丸ホームショッピングと、松坂屋インターネットショッピングを統合。2016年に事業譲渡により解散。
- フォーレスト株式会社（さいたま市大宮区） - オフィス用品販売。かつてはコクヨグループだった。2017年9月より株式会社エディオンの完全子会社。
- 株式会社スタイリングライフ・ホールディングス（東京都新宿区） - TBSホールディングスと共同出資。旧：ソニー・カルチャーエンタテインメントなど。2023年9月にスタイリングライフ・ホールディングス（自社株買い）並びに投資ファンドに全株式を売却した[18]。

不動産事業
- 株式会社鳥取大丸旧社（鳥取市）（非連結関連会社：出資比率14%[19]） - 2018年9月1日に経営再建のため実施した「新旧分離」により百貨店を継いだ新会社（現・株式会社丸由）との資本関係が消滅。旧社は清算結了。なお、新会社とは資本関係はないものの、「大丸」の商号商標等のライセンス契約や業務提携関係を結んでいた[20]。
- 株式会社下関大丸（下関市） - 2020年に株式会社大丸松坂屋百貨店へ吸収合併。
- 株式会社J.フロントフーズ（大阪市中央区） - （株）レストランピーコックと、松栄食品（株）が合併。2021年にダンシンダイナーに全株式を売却、グループ離脱した際に社名を「つるはんJAPAN」に改めた。

## テレビ番組
- 日経スペシャル ガイアの夜明け “激動 流通サバイバル” 第1回 百貨店 再編のゆくえ（2007年9月11日、テレビ東京）[21] - 松坂屋・大丸の統合までの裏側を密着取材。
- 日経スペシャル カンブリア宮殿 新春拡大SP 百貨店は、まだ死なない!（2017年1月5日、テレビ東京）[22]